# Нестеренко, Юрий Юрьевич
Юрий Юрьевич Нестеренко (укр. Юрій Юрійович Нестєренко; родился 24 марта 1981, Кировоград, Кировоградская область, Украинская ССР, СССР) — российский политический деятель, член партии «Единая Россия», депутат Государственной думы VIII созыва с 2023 года. Был избран на дополнительных выборах 10 сентября 2023 года по Симферопольскому одномандатному округу №19. Вошёл в Комитет Государственной думы VIII созыва по строительству и жилищно-коммунальному хозяйству. До этого был депутатом Симферопольского городского совета.

## Биография
Юрий Нестеренко родился в 1981 году в Кировограде. Позже его семья переехала в Крым. В 1997 году окончил среднюю школу №7 в Симферополе. В том же году поступил в Таврический национальный университет в Симферополе.
В 2002 году Юрий Нестеренко окончил Таврический национальный университет по специальности «правоведение». В том же году начал работать в ОАО «Мебель» на должности юриста. Директором фирмы был его отец, Юрий Ильич Нестеренко. Он также был членом партии «Русский блок». 
В 2005 году переведён на должность директора филиала № 4 ОАО «Мебель» в Ялте. 
На выборах в марте 2006 года отец Юрия, Юрий Ильич, участвовал в двух выборах: в Верховный Совет Автономной Республики Крым, где шёл по спискам избирательного блока «За Януковича» и в Симферопольский городской совет, где был первым в списках кандидатов от блока «За Януковича!». В итоге получил мандат депутата Верховного Совета Крыма, входил в парламентскую фракцию «За Януковича».
В марте 2007 года, накануне дня рождения, Юрий Нестеренко лишился отца. 23 марта 2007 года 60-летний Юрий Ильич Нестеренко был убит в собственном офисе в здании ОАО «Мебель» в Симферополе. Убийство совершил его подчинённый, директор Евпаторийского филиала № 11 ОАО «Мебель». Соболезнования родным и близким погибшего депутата выразил председатель Верховного совета АРК и однопартиец Нестеренко Анатолий Гриценко. Вскоре 26-летний Юрий был назначен генеральным директором фирмы «Мебель», стал председателем правления ОАО «Мебель».
В 2009 году окончил Национальный университет Государственной налоговой службы Украины по специальности «финансы».
В 2013 году стал председателем ОДО «Мебель».

### Симферопольский городской совет
В феврале—марте 2014 года Россия аннексировала Крым. 17 марта 2014 года Верховная рада Крыма приняла постановление «О независимости Крыма», а 18 марта Республикой Крым вошла в состав Российской Федерации. Вслед за этим российские партии начали создавать в Крыму свои партийные структуры. В июне 2014 года были назначены выборы разных уровней с датой проведения в единый день голосования 14 сентября 2014 года.
В июле 2014 года Юрий Нестеренко был включён в список кандидатов от партии «Единая Россия» на выборах в Симферопольский городской совет 1 созыва. Выборы 38 депутатов проводились по смешанной системе (19 проп. + 19 маж.). Список возглавили В. Н. Агеев, Д. К. Простаков, Е. А. Мацькова, а Юрий Нестеренко шёл под номером 13. Список «Единой России» по итогам голосования набрал 59.61% голосов и при распределении получил 13 мандатов, один из которых был передан Нестеренко. В совете был депутатом на непостоянной основе, входил во фракцию «Единая Россия», был председателем постоянного комитета по вопросам социальной политики.
В декабре 2015 года во время прекращения подачи электроэнергии в Республику Крым был координатором благотворительного мероприятия «Единой России» по сбору и доставке благотворительной помощи от предпринимателей Симферополя для поддержки социально незащищенных слоев населения.
В 2016 году окончил Российскую академию народного хозяйства и государственной службы при Президенте РФ по направлению «Государственное и муниципальное управление». 
В 2016 году стал индивидуальным предпринимателем. 
Летом 2019 года вновь Юрий Нестеренко выдвинут от «Единой России» на выборах в Симферопольский городской совет, назначенных на 8 сентября 2019 года. В этот раз он баллотировался в одномандатном округе №13, где было зарегистрировано ещё 4 кандидата. По итогам голосования набрал большинство голосов и был избран депутатом.
В совете 2 созыва также входил во фракцию «Единая Россия», и руководил комитетом по социальной политике. 

### Государственная дума
В 2023 году Нестеренко выдвинул кандидатуру в Государственную думу VIII созыва на дополнительных выборах по Симферопольскому одномандатному округу (мандат освободился после того, как депутат Алексей Черняк сложил полномочия). По итогам голосования Нестеренко занял первое место.

## Собственность и доходы
В 2022 году Юрий Нестеренко заявил о получении им и его женой доходов в размере 107,28 миллиона и 0,66 миллиона рублей соответственно.

## Семья
Известно, что Нестеренко женат, у него двое детей.